# Moose Factory
 (novembre 2023).
Si vous disposez d'ouvrages ou d'articles de référence ou si vous connaissez des sites web de qualité traitant du thème abordé ici, merci de compléter l'article en donnant les références utiles à sa vérifiabilité et en les liant à la section « Notes et références ».
Moose Factory est une communauté dans le district de Cochrane en Ontario au Canada. Elle est située sur l'île de Moose Factory près de l'embouchure de la rivière Moose qui est à l'extrémité sud de la baie James. Elle fut le premier établissement anglophone en Ontario. De l'autre côté de la rivière Moose se trouve la communauté de Moosonee.

## Histoire

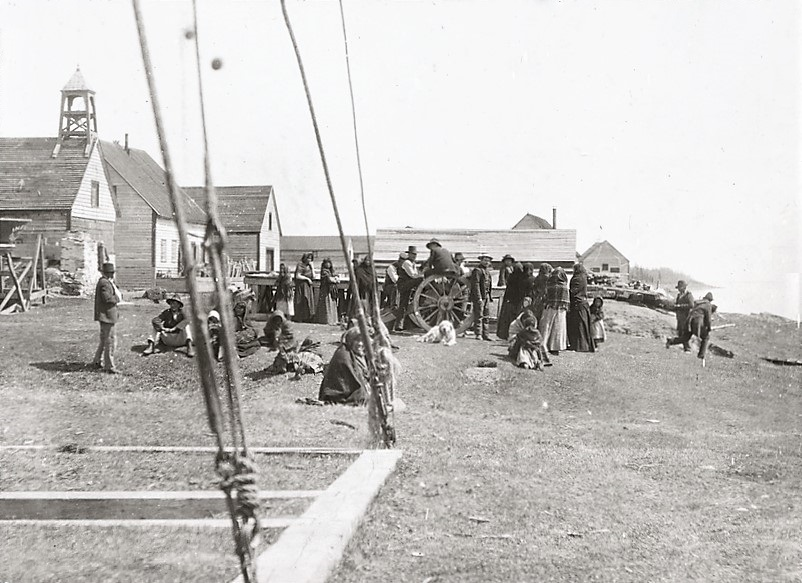
Moose Factory, vers 1905

Elle fut à l'origine un poste de traite, établi par Charles Bayly de la Compagnie de la baie d'Hudson, et un fort fut construit à cet endroit au début des années 1670. Plusieurs des employés de la Compagnie de la baie d'Hudson venaient des Orcades.
Moose Factory fut le second poste établi en Amérique du nord, après Fort Rupert.
Le fort fut pris par les Français en 1686 et renommé fort Saint-Louis. Le fort fut détruit vers 1696. La Compagnie de la baie d'Hudson établit un nouveau poste en 1730. La compagnie continua ses activités à Moose Factory jusqu'en 1867, moment où elle vendit ses actifs dans le nord canadien à la Compagnie du Nord-Ouest. Aujourd'hui la Compagnie du Nord-Ouest détient une épicerie et un magasin général au Moose Cree Complex et un magasin de meubles, de véhicules et un restaurant près de l'édifice historique de la Compagnie de la baie d'Hudson.

## Dans la culture populaire
Equinox, super-héros de l'univers Marvel, est originaire de Moose Factory.